# Klein geaderd witje
Het klein geaderd witje (Pieris napi) is een vlinder uit de familie Pieridae (witjes).
De soortaanduiding napi verwijst naar Brassica napus (koolzaad), een van de waardplanten.

## Beschrijving
De voorvleugellengte is 20 tot 24 millimeter. De grondkleur van de vleugels is wit, op de onderzijde is de ondervleugel en de vleugelpunt van de voorvleugel soms geel. De aders zijn aan de onderkant van de vleugels groengrijs bestoven, dit is echter in de zomer aanzienlijk minder duidelijk dan in het voorjaar. De soort is dan niet makkelijk te onderscheiden van het klein koolwitje. Aan de bovenzijde van de voorvleugel heeft het mannetje een zwartige stip, het vrouwtje twee. De vlek aan de vleugelpunt (apex) is gelobd, en loopt naar beneden toe druppelsgewijs af.

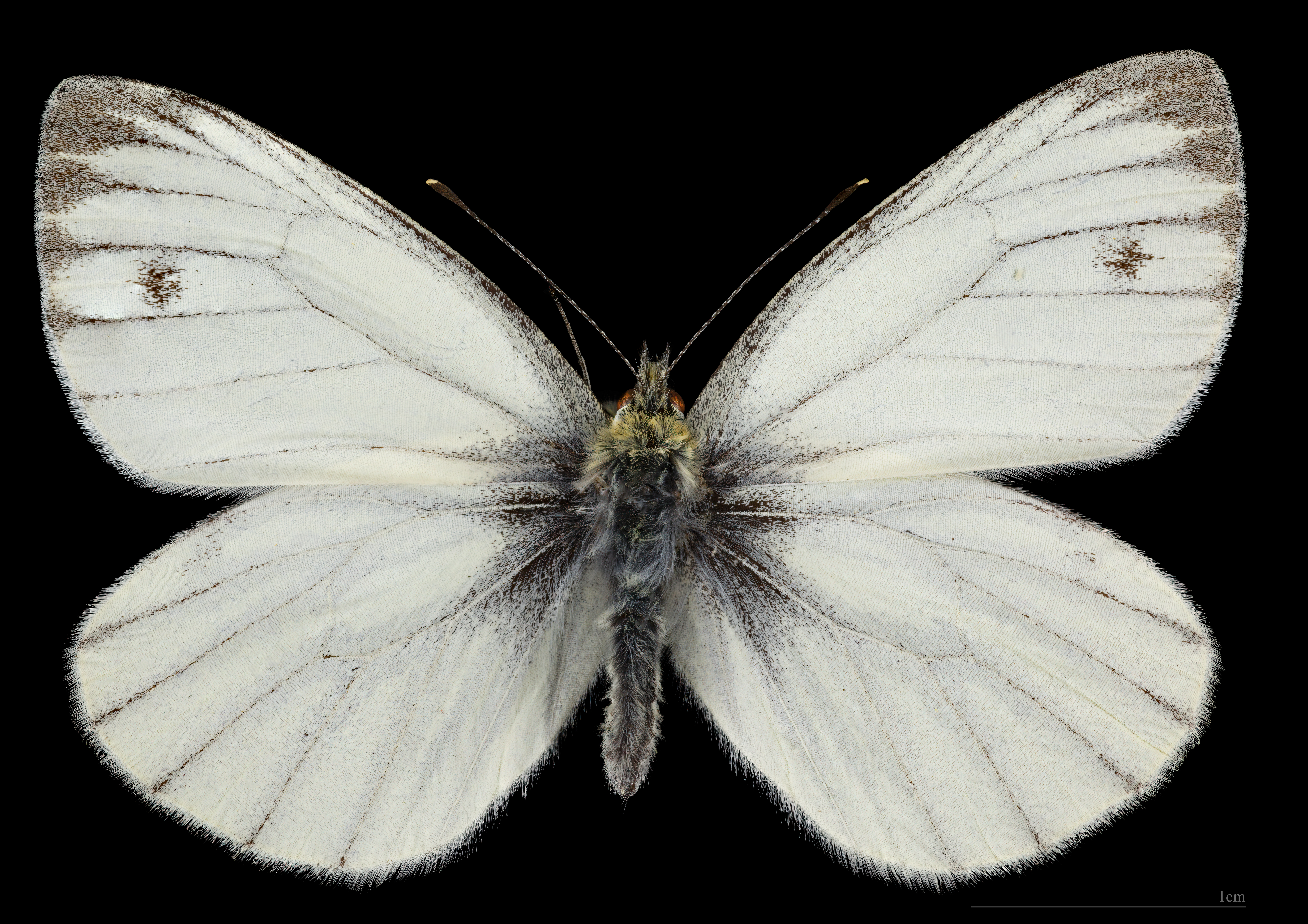
Pieris napi ♂
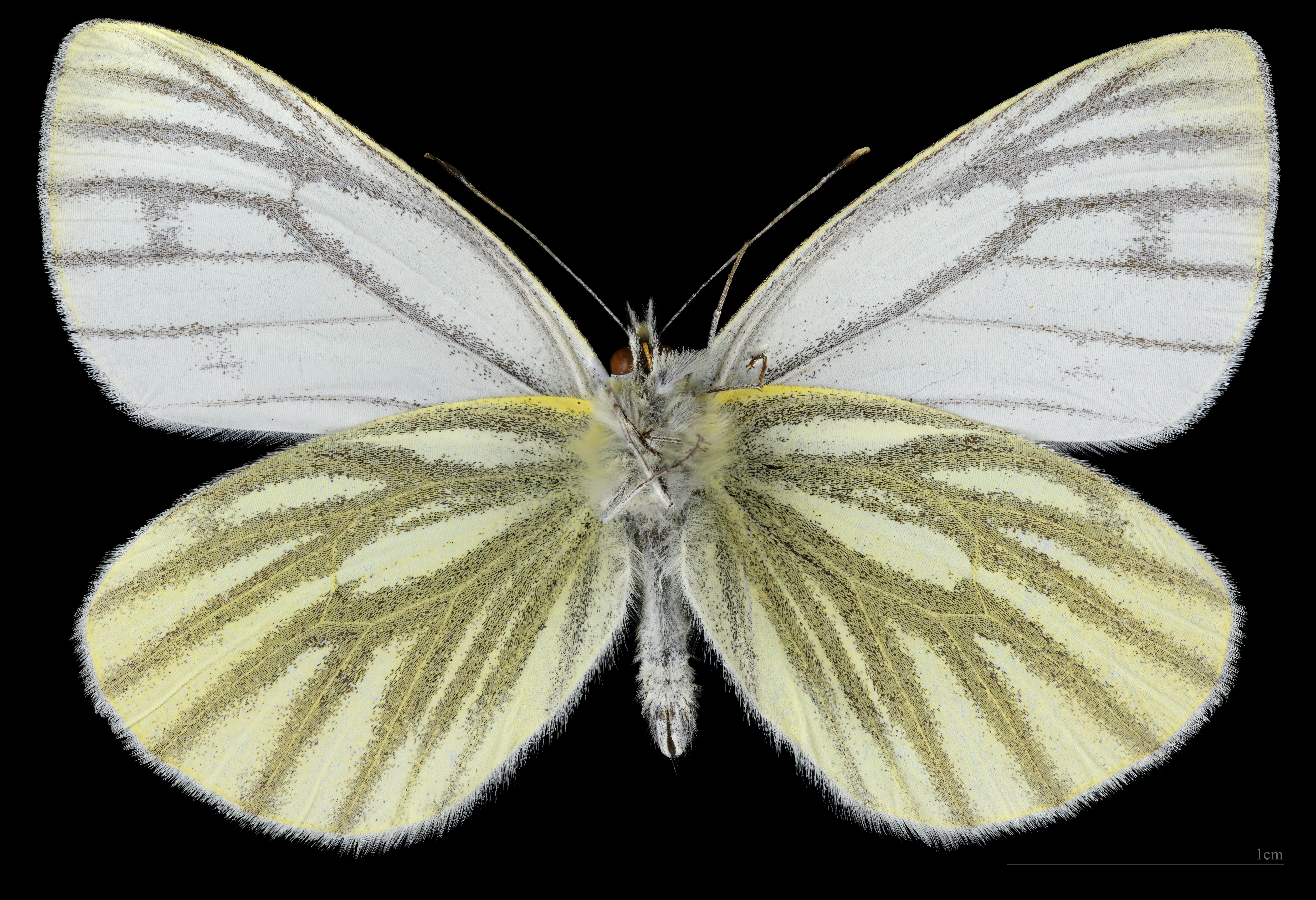
Pieris napi  ♂  △
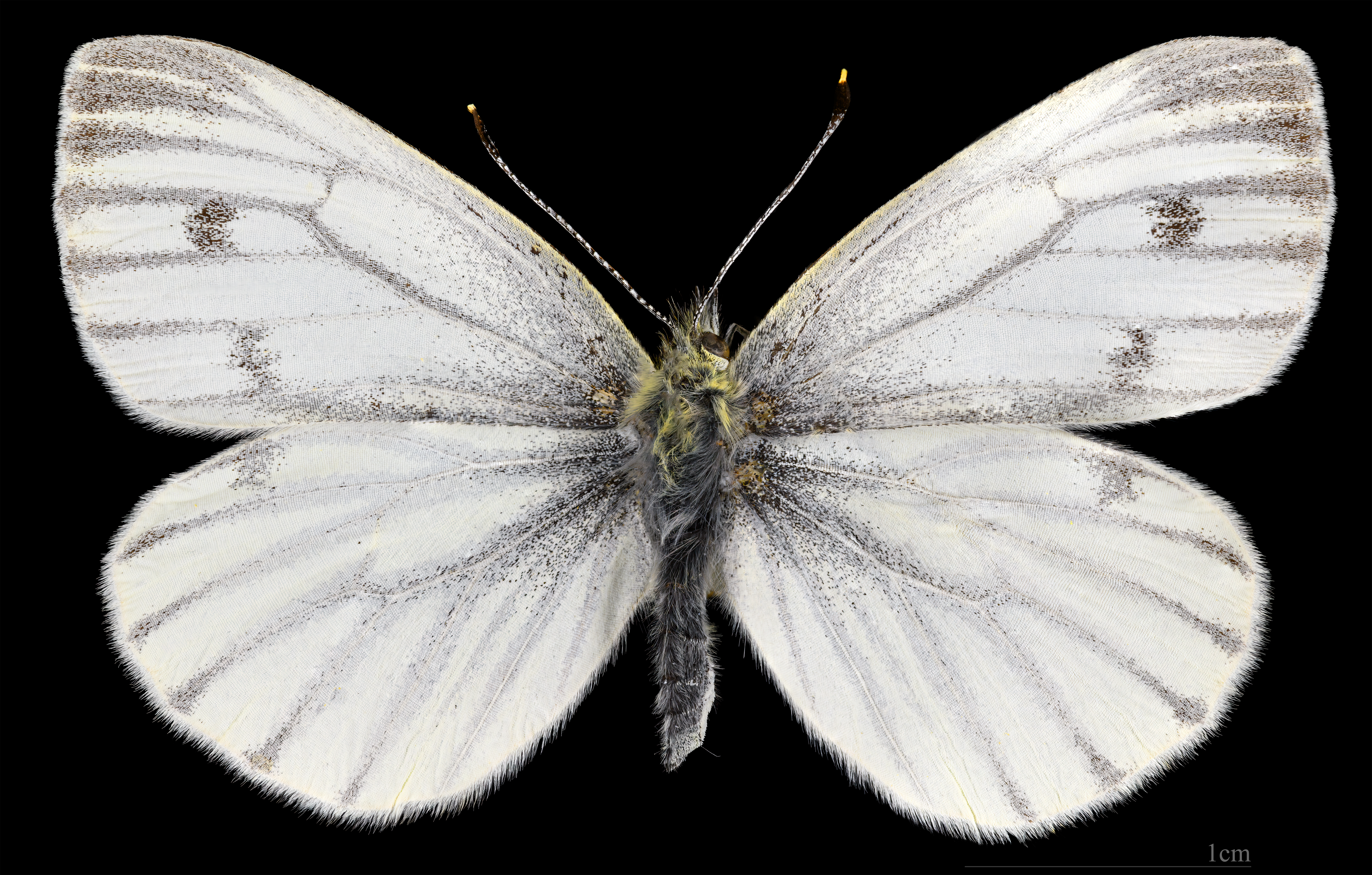
Pieris napi  ♀
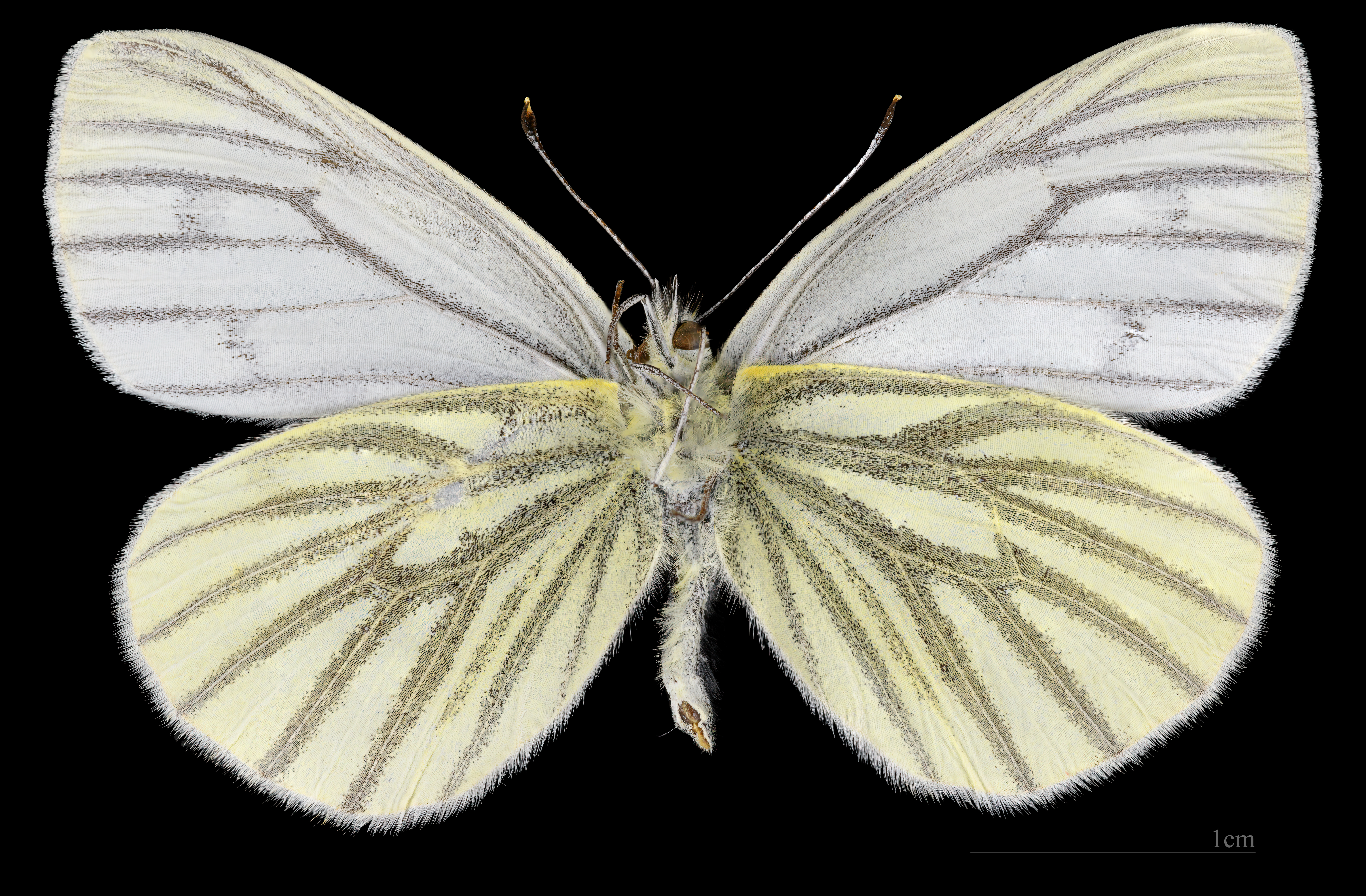
Pieris napi  ♀ △

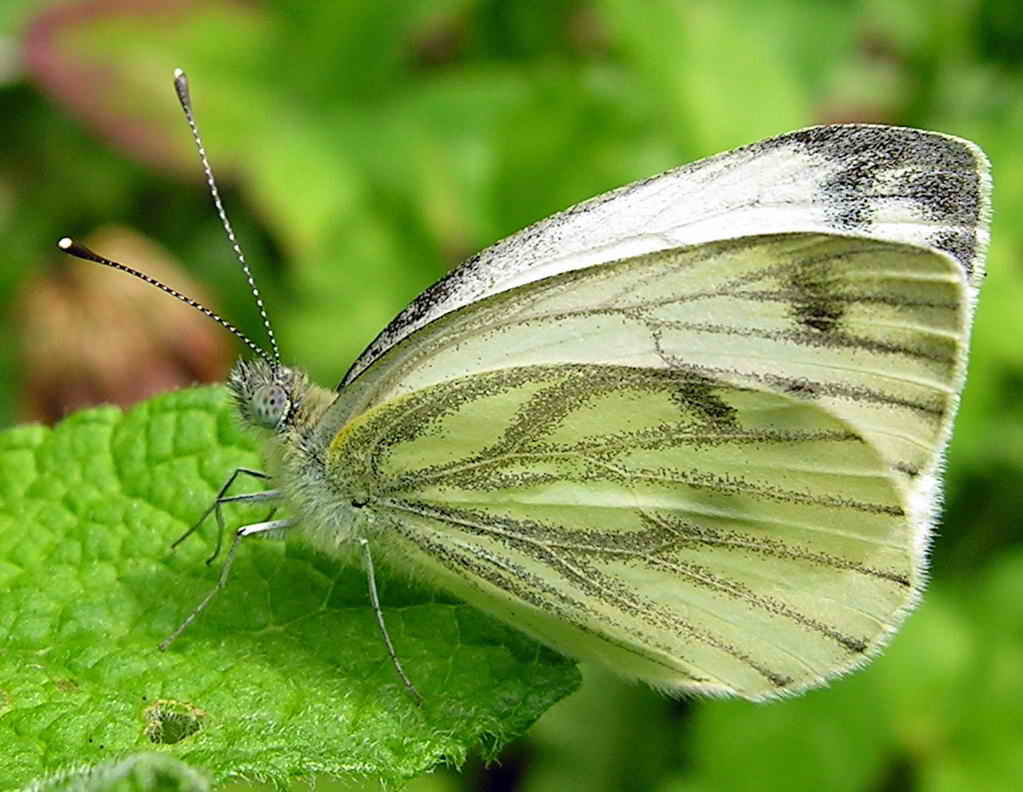
Onderzijde
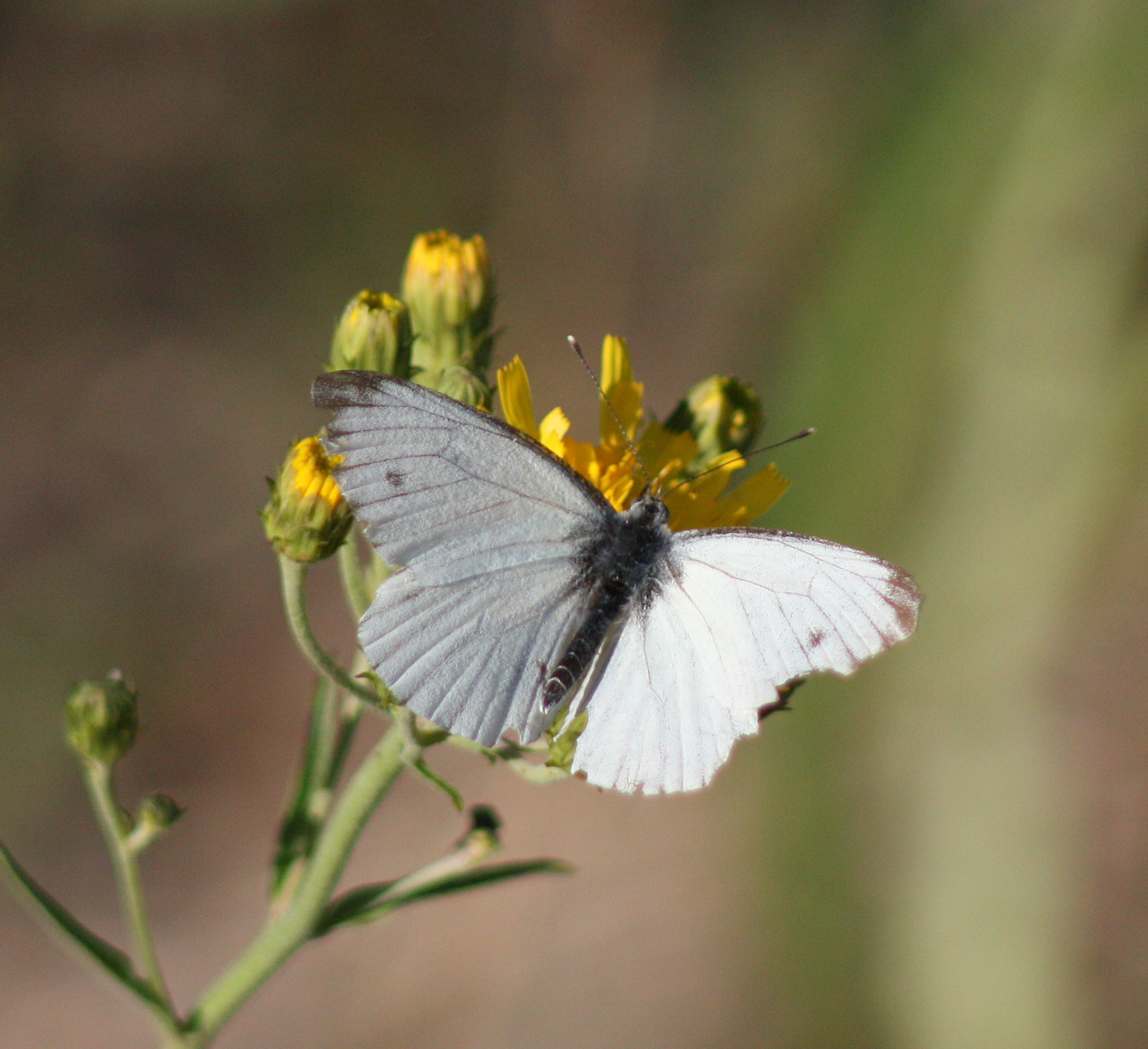
Bovenzijde mannetje
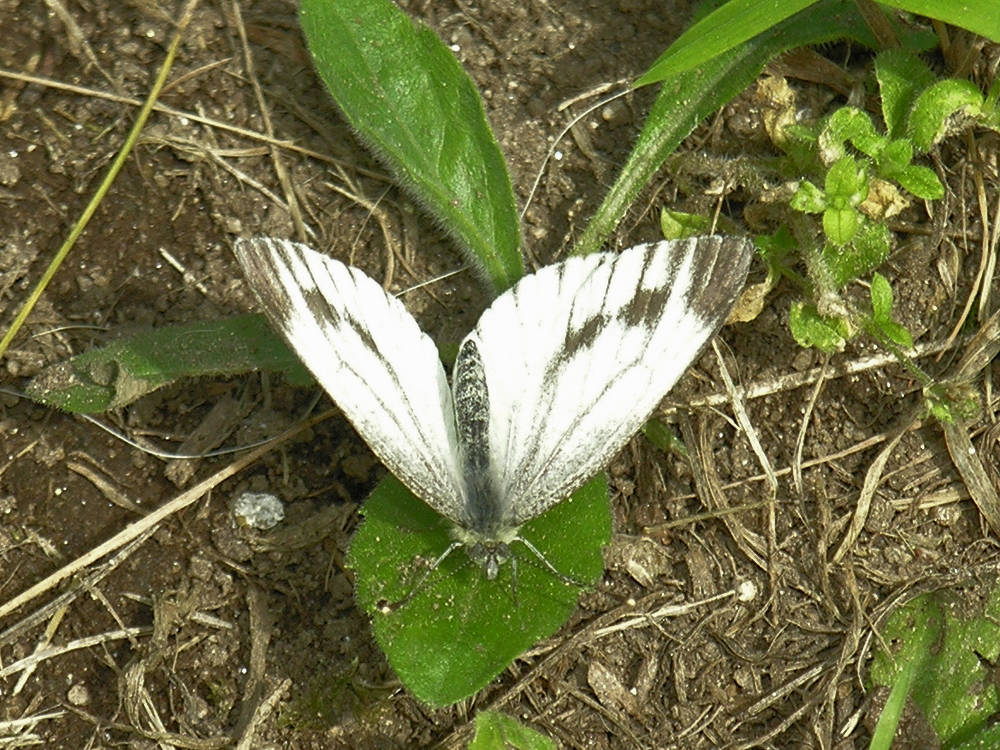
Bovenzijde vrouwtje

De rups is blauwgroen met een donkere lijn over de rug, en kleine haartjes op zwarte plekjes. De ademgaatjes zijn zwart met een gele omranding. De rups groeit uit tot 25 tot 28 millimeter. De rups lijkt sterk op die van het klein koolwitje, maar die heeft een gele rugstreep.
De pop is grijs tot groen met zwarte vlekken. Hij zit met een draadje vast aan een takje, of aan de bast van een boom of een muurtje.

## Levenscyclus
De eitjes van het klein geaderd witje worden afzonderlijk door het vrouwtje op de onderkant van het blad van de waardplant afgezet. Na een drie tot zeven dagen verschijnen de rupsjes De voornaamste waardplanten zijn pinksterbloem en look-zonder-look, maar ook andere soorten kruisbloemigen zoals andere soorten veldkers dan de pinksterbloem en mosterd. In de zomer kunnen ze ook gevonden worden op gekweekte koolplanten in tuinen, maar is niet een gekend plaaginsect. De planten moeten met name in vochtige omgeving in de halfschaduw staan. Het rups van het oranjetipje leeft ook vooral van pinksterbloem en look-zonder-look, maar eet van de bloemen en zaden, terwijl de rups van het klein geaderd witje van de bladeren eet. Rupsen van het klein geaderd witje vallen vooral ten prooi aan loopkevers en hooiwagens en in mindere mate vogels.
Het rupsstadium duurt 11 tot 22 dagen, wat al een vrij grote spreiding in tijd is. Het popstadium kan ook enorm verschillen. Als de pop zich snel ontwikkelt tot imago duurt het zo'n 7 tot 13 dagen, voor hij uitkomt. Maar sommige poppen overwinteren eerst, en dan kan het popstadium 150 tot 330 dagen duren. Zo kunnen eitjes die gelijk uitkomen op heel verschillende tijdstippen tot vlinder uitgroeien. Deze "risicospreiding" is waarschijnlijk een overlevingstactiek van de soort. De verpopping gebeurt meestal laag en verborgen in de vegetatie, tegen een stengel, steen, boomstam of muurtje. Ongeveer 40% van de poppen sterft aan een virus dat het oploopt in het rupsstadium.
Mannetjes ontpoppen meestal enkele dagen voor vrouwtjes. De imago leeft 9 tot 18 dagen. Het heeft een flinke nectarbehoefte. De helft van de tijd besteedt het aan het zoeken naar nectar, vooral kruidige planten. Het vrouwtje paart meerdere malen om voldoende eitjes af te kunnen zetten. Mannetjes worden het meest aangetrokken tot vrouwtjes die nog niet gepaard hebben, maar als de paring langer geleden is neemt de aantrekkelijkheid van vrouwtjes voor de mannetjes ook weer toe. Na een paring met een mannetje dat al eens gepaard heeft, moet het vrouwtje al na twee dagen weer opnieuw paren, na een paring met een "maagdelijk" mannetje duurt dat zo'n zes dagen. De paring met een maagdelijk mannetje gaat ook sneller, zo'n twee uur, tegen met een "ervaren" mannetje zo'n zeven uur. Het vrouwtje heeft echter geen voorkeur voor maagdelijke of ervaren mannetjes.
De vliegtijd is van april tot en met november in twee tot drie generaties. De pieken in voorkomen zijn begin mei, eind juli en eind augustus, de vliegtijd van de laatste twee generaties overlapt sterk.

## Gedrag
Het klein geaderd witje is een zeer mobiele vlinder, die migreert binnen zijn areaal. De soort heeft echter minder trekneigingen dan het klein koolwitje en het groot koolwitje.

## Voorkomen
Het klein geaderd witje komt grofweg op het hele Noordelijk halfrond (Holarctisch gebied) voor. In Nederland en België is de soort zeer algemeen. De vlinder vliegt van zeeniveau tot 2000 meter in berggebied.
Het klein geaderd witje stelt geen specifieke eisen aan zijn omgeving en kan daarom overal worden aangetroffen. In de meeste habitats waar het klein koolwitje vliegt, is ook het klein geaderd witje te vinden. Wel heeft het klein geaderd witje meer dan het klein koolwitje een voorkeur voor natuurlijke omgevingen en is het minder een cultuurvolger. In vochtige omgevingen wordt zij het meest waargenomen.